# Thomas Fairfax, V lord Fairfax di Cameron
Thomas Fairfax, V lord Fairfax di Cameron (16 aprile 1657 – 6 gennaio 1710) è stato un politico britannico figlio di Henry Fairfax, IV lord Fairfax di Cameron e di Francis Barwick.

## Biografia
Studiò al Magdalen College di Oxford diplomandosi nel 1675. Nel 1688 divenne colonnello della Yorkshire Militia, sotto Sir Thomas Osborne, conte di Danby. Nel 1690 e nel 1695 fi membro del Parlamento nel partito dei Tory.
Nel 1704 Fairfax ottenne dalla regina Anna un brevetto per la ricerca di relitti e tesori nelle Antille, in esclusiva per tre anni. Costituì una società che inviò tre navi ma la spedizione fu un fallimento finanziario. Nel 1707 venne eletto ancora una volta al parlamento nell'assemblea costituente per lo Yorkshire ma con il 1707 Act of Union dovette lasciare in quanto i pari di Scozia non potevano più sedere nella Camera dei Comuni.
Nel 1685, Fairfax sposò Catherine Colepepper, figlia di Thomas Colepeper, II barone Colepeper ed ebbero sette figli: Thomas Fairfax, Henry Colpepper Fairfax, Katherine Fairfax, Margaret Fairfax, Frances Fairfax, Mary Fairfax, Robert Fairfax.